# Jean Grey
Jean Elaine Grey este o supereroină de benzi desenate, creată în 1963 de Jack Kirby și Stan Lee pentru Marvel Comics. Este cunoscută și sub numele de Marvel Girl, Phoenix și Dark Phoenix, fiind unul dintre cei cinci membri originali ai X-Men.
Posedând puteri telepatice și telekinetice, Jean Grey a fost descrisă ca fiind una dintre cele mai notabile eroine create de Marvel.
Famke Janssen a interpretat personajul adult în filmele X-Men produse de 20th Century Fox, în timp ce Sophie Turner a interpretat-o ca adolescentă și tânără adultă.

## Caracterizare
Jean Elaine Grey este a doua fiică a lui John și Elaine Grey. Ea are o soră mai mare, Sara Grey-Bailey. John Grey a fost profesor la Bard College din nordul statului New York. Reprezentările copilăriei lui Jean și relațiile ei cu familia au arătat o viață de familie stabilă și plină de iubire.

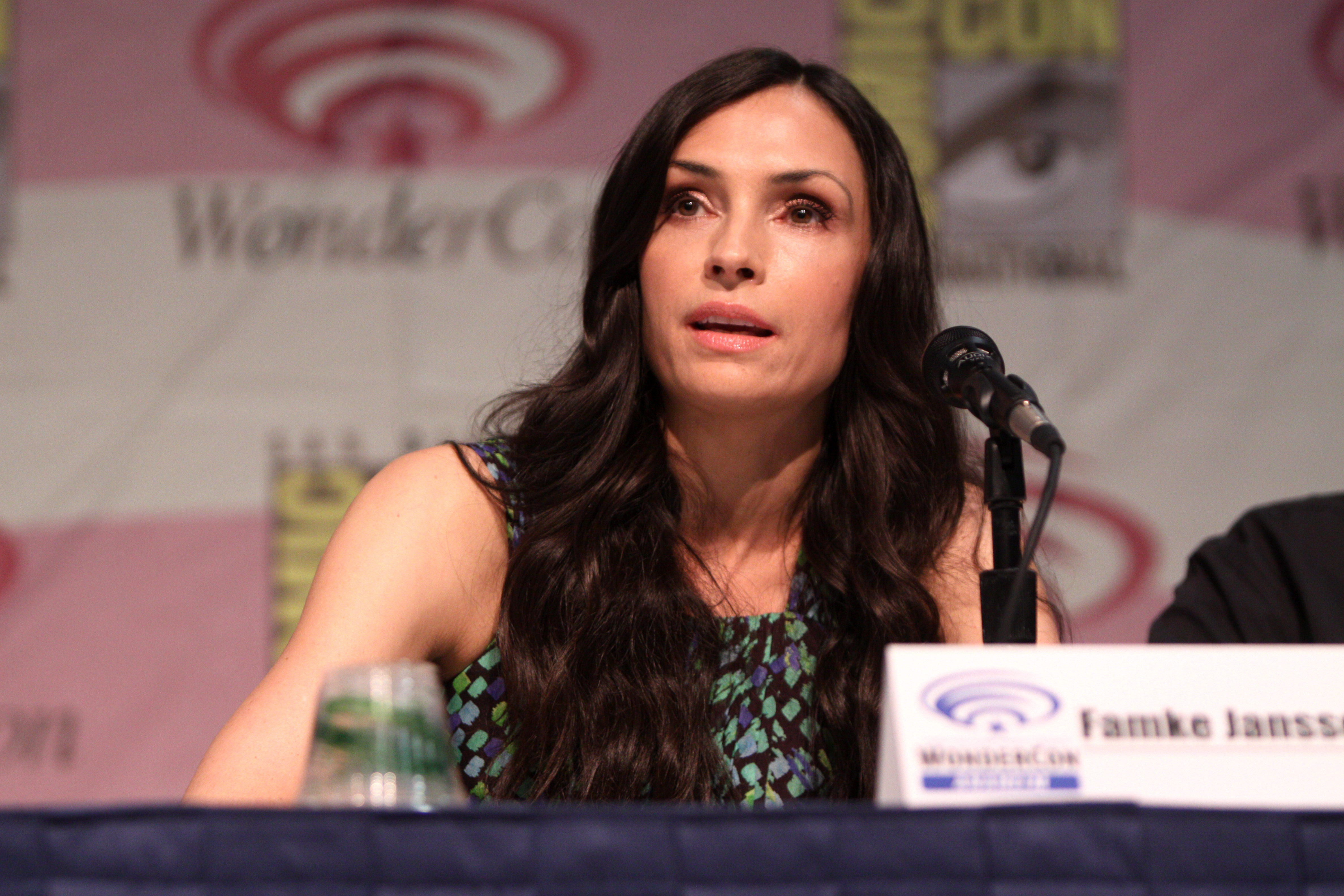
Famke Janssen interpretează rolul lui Jean Grey în primele filme X-Men.

Puterile lui Jean Grey s-au manifestat pentru prima dată atunci când și-a văzut prietenul din copilărie lovit de o mașină. Evenimentul tragic o aduce în comă, ea fiind readusă la conștiență atunci când părinții ei cer ajutorul puternicului telepat mutant, Charles Xavier. Xavier îi blochează telepatia până când este suficient de mare pentru a o putea controla, lăsându-i acces doar la puterile sale telekinetice. Xavier o recrutează mai târziu, în adolescență, pentru a face parte din echipa sa X-Men ca „Marvel Girl”, singura fată a echipei. După mai multe misiuni cu X-Men, Xavier înlătură blocajele mentale ale lui Jean, iar ea este capabilă să-și folosească și să-și controleze puterile telepatice.
Jean este o figură grijulie și binevoitoare, dar trebuie să se confrunte și cu faptul că este un mutant de nivel Omega, și manifestarea fizică a Forței cosmice Phoenix. 
Jean experimentează o transformare în Phoenix în povestea X-Men „The Dark Phoenix Saga”. Ea a înfruntat moartea de numeroase ori în istoria seriei. Prima ei moarte a fost sub înfățișarea ei ca Marvel Girl, când a murit și a „renăscut” ca Phoenix. Această transformare a dus la a doua ei moarte, o sinucidere. 
Jean este, de asemenea, o figură importantă în viața altor personaje din Universul Marvel, mai ales a celor din X-Men, inclusiv a soțului ei, Cyclops, a mentorului și figurii paterne Charles Xavier, a iubirii sale neîmpărtășite, Wolverine, a celei mai bune prietene, Storm, și a copiilor săi genetici: Rachel Summers, Cable, Stryfe și X-Man.

## Publicații
Creată de scriitorul Stan Lee și de artistul și co-scriitorul Jack Kirby, Jean Grey a apărut pentru prima dată ca Marvel Girl în The X-Men #1 (septembrie 1963). Singurul membru feminin al echipei originale, Marvel Girl a reprezentat un personaj principal al seriei pe toată durata publicării sale. Inițial posedând abilitatea de telekinezie, personajului i-a fost acordată mai târziu puterea telepatiei, care avea să fie reconfigurată ani mai târziu ca fiind o abilitate mutantă suprimată.
Sub semnătura lui Chris Claremont și sub grafica lui Dave Cockrum și apoi a lui John Byrne, la sfârșitul anilor 1970, Jean Grey a suferit o transformare semnificativă de la cel mai slab membru al X-Men la cel mai puternic.
Firul poveștii în care Jean Grey a murit ca Marvel Girl și a renăscut ca Phoenix (The Uncanny X-Men #101-108, 1976-1977) a fost numit retroactiv de către fani „Saga Phoenix”, iar firul poveștii în care Jean Grey a fost coruptă și a murit ca Dark Phoenix (The Uncanny X-Men #129-138, 1980) a fost numit „Saga Dark Phoenix”. Această intrigă este una dintre cele mai cunoscute și mai referențiate povești de benzi desenate americane, fiind considerată un clasic, inclusiv sacrificiul sinucigaș al lui Jean Grey.